# بوبريه (كيبك)
بوبريه (بالإنجليزية: Beaupré, Quebec)‏ هي بلدة و بلدية محلية في كيبيك تقع في كندا في La Côte-de-Beaupré Regional County Municipality.[بحاجة لمصدر]  يقدر عدد سكانها بـ 3,439 نسمة ومساحتها 26.90 كم2 .